# Shotoku Taishi

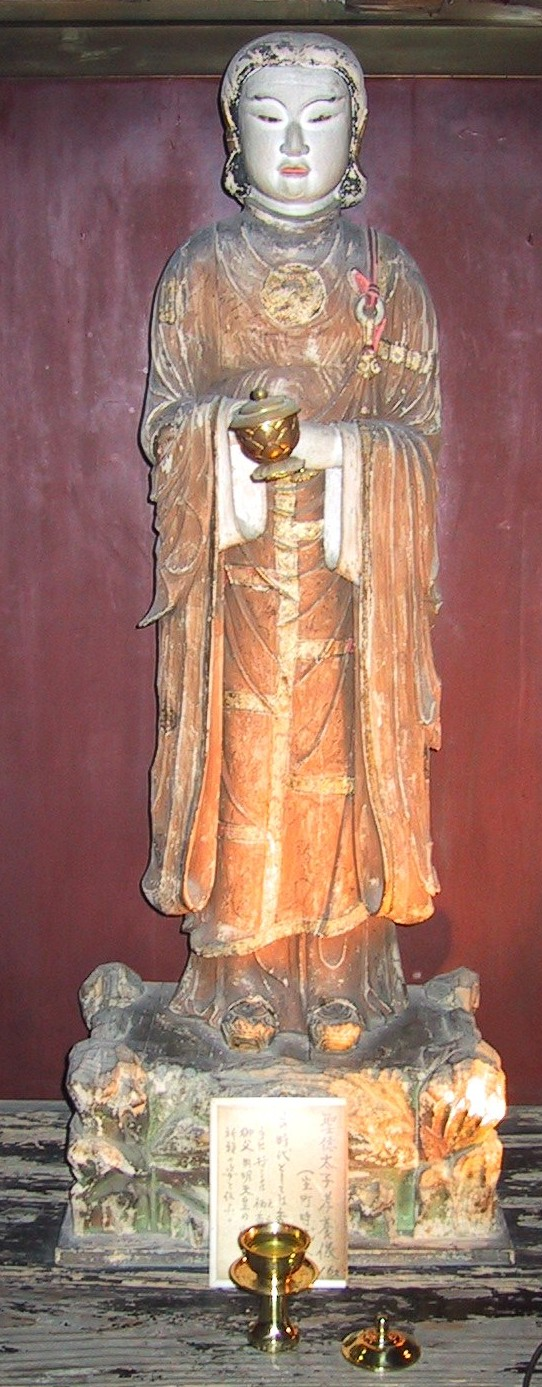
Beeld van prins Shotoku

Shotoku Taishi (Japans: 聖徳太子) (574-622), wiens echte naam Umayado no Toyotomimi no miko was, was de neef van prinses Suiko en lid van de machtige Soga-clan. Hij fungeerde als regent van prinses Suiko tijdens haar regeerperiode als keizerin van Japan. Shotoku Taishi slaagde erin een centrale bureaucratie naar het model van de Chinese dynastieën Sui en Tang op te bouwen. In 603 introduceerde hij een Systeem van Twaalf Hofrangen (Kan’i jūnikai) en in 604 vaardigde hij een Grondwet in zeventien artikelen (jushichijo no kempo) uit, een document dat bekendstaat als de eerste Japanse grondwet. Shotoku Taishi stond sterk onder de invloed van China en was eveneens een stuwende factor in de vestiging van het boeddhisme in Japan.

## De verschillende namen van Shotoku Taishi
In de Nihongi (ook Nihonshoki genoemd) wordt er voor het aanduiden van Shotoku Taishi gebruikgemaakt van vijf verschillende namen. In de hoofdtekst wordt hij Umayado genoemd. De bijkomende clausules van de Nihongi voegen daar nog vier namen aan toe:
- Toyotomimi
- Mimito Shotoku
- Toyotomimi Nori no O-kimi
- Nori no Nushi no Kimi

Er zijn in de Japanse kronieken maar weinig voorbeelden te vinden waarbij één enkele persoon zoveel namen toegekend krijgt.
Daarnaast is Shotoku Taishi opgenomen in de Horyuji Yakushi-zo Kohaimei, dit is een inscriptie op een boeddhistisch beeld in de Horyuji, onder de naam Hijiri no Kimi. Ten slotte volgen nog zijn twee namen uit de Teisetsu, Umayado Toyoto Yatsumimi no Mikoto en Kamitsumiya no Kimi.
Kamitsumiya en Umayado waren voor een prins geen ongewone namen, maar Nori no Kimi en Hijiri no Kimi verdienen wel speciale aandacht. Het was namelijk de eerste keer dat een Japanner zulke Chineesklinkende, boeddhistisch geïnspireerde en lovende namen toegewezen kreeg.

## Het leven van Shotoku Taishi
Shotoku Taishi was de zoon van keizer Yomei en keizerin Anahobe no Hashibito. Deze waren beide kinderen van keizer Kimmei. Ze waren echter halfbroer en -zus, ze hadden ieder een andere moeder. Keizer Yomei was tevens de broer van keizerin Suiko, de vrouw waarvan prins Shotoku later regent zou worden tijdens haar heerschappij als keizerin van Japan.
Shotoku Taishi had verscheidene broers en zussen. Ze waren allen aan hem verwant via zijn vader keizer Yomei. Buiten prins Shotoku zelf hadden zijn ouders nog drie zonen: prins Kume, Ekuri en Manda. Daarnaast had keizer Yomei met een tweede vrouw, Shotoku Taishi's stiefmoeder Ishigina, nog een zoon, Tame genaamd.
Omtrent de geboortedatum van Shotoku Taishi zijn er twee verschillende versies. Naast het algemeen aanvaarde geboortejaar van 574 zijn er die er van overtuigd zijn dat prins Shotoku in het jaar 572 geboren werd. Volgens de meeste geschriften werd Shotoku Taishi geboren in het dertiende jaar van keizer Bidatsu. Dit plaatst de gebeurtenis dus in 574.

### De jeugdjaren van Shotoku Taishi
De eerste vermelding van Shotoku Taishi als jongeman vinden we terug in de Nihongi (de Kroniek van Japan), namelijk de passage die handelt over de onderwerping van Mononobe no Moriya. Deze slag vormde de climax van een lange machtsstrijd tussen de Soga-clan en de clan van Mononobe. De machtsstrijd was ontstaan na de dood van keizer Yomei. Volgens de Nihongi zou prins Shotoku door zijn standvastig geloof in het boeddhisme de troepen van de Keizerlijke prinsen naar de overwinning geleid hebben. Er bestaat echter veel twijfel of prins Shotoku's rol in deze strijd werkelijk zo actief was als ze in de Nihongi beschreven wordt. Er wordt namelijk vóór prins Shotoku nog vermelding gemaakt van twee andere prinsen: Hatsusebe en Takeda. Daarnaast wordt prins Shotoku ook vermeld als "positie genomen te hebben achter het leger". Rekent men daar nog bij dat Shotoku Taishi tijdens het plaatsvinden van deze veldslag de leeftijd van 14 jaar had, dan is er genoeg reden tot twijfel over hoe actief de rol van Shotoku Taishi in deze veldslag werkelijk was.
Desondanks nam prins Shotoku toch deel, al werd later zijn rol wellicht overdreven. Het belang ervan is dat tijdens deze veldslag Soga no Umako de aanvoerder was van het keizerlijke leger. Shotoku Taishi stond dus onder zijn bevel en kwam zo in een goed blaadje bij prinses Suiko, die later de keizerlijke troon zou bestijgen. De jonge Shotoku Taishi had dus een veelbelovende toekomst. Na de slag had hij in Settsu (het huidige Osaka) de Shitennoji (Tempel van de Vier Hemelse Koningen) opgericht. Zowel zijn rol in de bouw van deze tempel als het feit dat hij hierin het beeld van de Vier Hemelse Koningen kerfde, worden bevestigd door de Hoketsuki.

### De politieke loopbaan van Shotoku Taishi
Na de dood van keizer Sushun (wiens geboortenaam Hatsusebe was), werd prinses Toyomike Kashikiya op 39-jarige leeftijd de eerste vrouwelijke keizer van Japan, onder de naam Keizerin Suiko (Suiko Tennō). Al waren er voor haar wel vrouwen geweest die dezelfde macht hadden, zij was de eerste vrouw die formeel de titel van keizerin verkreeg. Het kiezen van keizerin Suiko is misschien een poging geweest tot het stopzetten van de bloedige strijd tussen de andere mogelijke troonopvolgers. De Nihongi situeert haar troonsbestijging in december 592. In april 593 benoemt ze de 20-jarige Shotoku Taishi tot haar regent. Prins Shotoku kreeg controle over de regering, maar over de vraag of hij al dan niet verantwoording diende af te leggen aan keizerin Suiko bestaat enige discussie.
Er zijn twee constanten die de politiek van het Suiko-tijdperk kenmerken. Enerzijds was er het verlangen de handelspost Mimana terug te winnen, anderzijds was er de wil het boeddhisme te bevorderen.
Om de handelspost Mimana terug te winnen zond Japan een militaire campagne naar het Koreaanse rijk Silla. De militaire actie verliep zeer moeilijk, dus werd er al snel overgeschakeld op diplomatieke onderhandelingen. De mislukking van deze diplomatiek kwam echter tot uiting toen Silla Mimana opnieuw binnenviel. Japan ging weer over tot geweld. Om verder bloedvergieten te voorkomen liet Shotoku Taishi voor het eerst zijn invloed in de buitenlandse politiek van Japan gelden toen hij de militaire campagne stopzette. Hij zag namelijk het nut van goede relaties met het Silla-rijk, dat op dat moment de meest geschikte bron van culturele verlichting was voor Japan.
Volgens de Nihongi gaf Shotoku Taishi in februari 601 het bevel tot de bouw van het Paleis van Ikaruga. In 606 nam hij er zijn intrek. Na prins Shotoku's dood ging zijn oudste zoon Yamashiro no Oe in het paleis wonen. Ondanks dat het paleis in 643 met de grond gelijk werd gemaakt door de Soga-clan, weet men vandaag nog de precieze plaats waar het paleis gestaan heeft. Nu staat er namelijk de To-in, het oostelijke domein van de Horyuji.

## Belangrijke hervormingen die Shotoku Taishi doorvoerde
Na de mislukking in Silla zou Shotoku Taishi zich gaan concentreren op de hervorming van de nationale administratie van Japan. Zijn twee belangrijkste verwezenlijkingen waren ongetwijfeld het invoeren van het Systeem van Twaalf Hofrangen in 603 en het afkondigen van de Grondwet in zeventien artikelen in 604 (Infra).
Daarbuiten introduceerde prins Shotoku een nieuwe hofceremonie in 604 en verplichtte hij in 605 alle edelen en ambtenaren dezelfde officiële kleding te dragen. De hofceremonie hield in dat men voor de poort van het paleis zijn eerbetoon moest tonen aan de keizer door op beide knieën te knielen en met de handen tegen de grond te buigen. Dit ritueel hield verband met de invoering van het Systeem van Twaalf Hofrangen; beide waren namelijk gericht op de reorganisatie van de gedragscodes aan het hof. Zowel dit ritueel, als de nieuwe kledij vonden hun oorsprong in China. Shotoku Taishi was er namelijk op gebrand het hof naar Chinees model in te richtten. In dit kader voerde prins Shotoku ook de kalender in. Voor een confucianistisch land is het opstellen van een kalender een zeer belangrijke gebeurtenis. Dit alles wijst dus op het belang dat Shotoku Taishi hechtte aan een vernieuwd Japan naar Chinees model.

### Het Systeem van Twaalf Hofrangen
In 603 voerde Shotoku Taishi het Systeem van Twaalf Hofrangen in. Het systeem staat ook wel bekend als het kap-rangensysteem. Dit was prins Shotoku's eerste belangrijke daad op vlak van administratieve hervormingen.
De volgende tabel geeft een overzicht van de twaalf rangen zoals ze in de Nihongi vermeld worden.
| Titel    |      | Engels              | Kleur van de kap |
| Dai-toku | 大徳 | Greater Virtue      | Paars            |
| Shō-toku | 小徳 | Lesser Virtue       | Paars            |
| Dai-nin  | 大仁 | Greater Benevolence | Blauw            |
| Shō-nin  | 小仁 | Lesser Benevolence  | Blauw            |
| Dai-rai  | 大礼 | Greater Proprietry  | Rood             |
| Shō-rai  | 小礼 | Lesser Proprietry   | Rood             |
| Dai-shin | 大信 | Greater Faith       | Geel             |
| Shō-shin | 小信 | Lesser Faith        | Geel             |
| Dai-gi   | 大義 | Greater Justice     | Wit              |
| Shō-gi   | 小義 | Lesser Justice      | Wit              |
| Dai-chi  | 大智 | Greater Knowledge   | Zwart            |
| Shō-chi  | 小智 | Lesser Knowledge    | Zwart            |
Het systeem wees iedere ambtenaar een kap met een bepaalde kleur aan die zijn rang weergaf. Gezien de taken aan het hof sterk aan het diversifiëren waren, kende dit systeem individueel rangen toe aan bepaalde onderdanen. Naar Chinees model werden deze rangen toegewezen op basis van verdienste. Op deze manier creëerde Shotoku Taishi een bureaucratie van hooggekwalificeerde individuen. De kleuren waren gebaseerd op de leer van de Vijf Elementen en het concept van de confucianistische deugden was de basis voor de titels (hier werd een zesde deugd, namelijk kennis, aan toegevoegd). Japan wilde tonen dat het een goed georganiseerde bureaucratie had, om zo op voet van gelijkheid te kunnen onderhandelen met China en de Koreaanse rijken. Het kap-rangensysteem zou een grote invloed hebben in latere periodes. Ook zou het een lange evolutie meemaken: aanpassingen waarbij steeds nieuwe rangen werden toegevoegd volgden in 647, 649, 671 en 685. Uiteindelijk werd het vervangen door het Daihorei.

### De Grondwet in zeventien artikelen
De grootste prestatie van Shotoku Taishi op het gebied van binnenlandse politieke hervormingen is ongetwijfeld de afkondiging van de Grondwet in zeventien artikelen. De Nihongi schrijft dat deze afkondiging plaatsvond in het twaalfde jaar van het Suiko-regime, of op 3 maart 604. Wat zeer verdienstelijk lijkt voor deze grondwet is het feit dat de Nihongi over het algemeen een algemene, ongedetailleerde aard heeft, maar toch de grondwet volledig heeft opgenomen.
Prins Shotoku's ideaal van de perfecte staat komt in zijn grondwet tot uiting. Dit ideaal houdt in dat het gezag ligt bij verkozen ambtenaren die hun positie niet verworven hebben via erfrecht. In zijn ideale staat moeten zowel heerser als dienaar deelnemen aan het politieke leven. De grondwet hecht hierbij zeer veel waarde aan de mentale houding van het individu, die zich "goed" dient te gedragen en altijd zijn plichten moet vervullen. Om een eeuwige en logisch georganiseerde eenheidsstaat te stichten omschreef de grondwet op duidelijke manier de plichten van zowel heerser, de ambtenaren als het gewone volk. Het begrip "harmonie" (wa) kreeg een prominente plaats in de grondwet.
Hoewel de grondwet geen grote veranderingen met zich meebracht, toch was hij verdienstelijk. Dit omdat hij door prins Shotoku gebruikt werd om het morele en filosofische aspect van het boeddhisme te verspreiden. Daarnaast maakte de grondwet ook gebruik van het confucianisme om het hof te vestigen als het centrale bestuursorgaan.

## Diplomatieke betrekkingen onder Shotoku Taishi
Tijdens de regentschap van Shotoku Taishi heerste er op het vasteland een voortdurende machtsstrijd tussen China en de verschillende rijken van Korea. Deze hadden hun invloed op de relatie tussen Japan en het continent. Daarnaast was prins Shotoku eveneens geïnteresseerd in China omwille van hun staatsstructuur. Ook de cultuur van de Koreaanse rijken vonden hun weg naar Japan dankzij de hulp van prins Shotoku.

### Het China van de Sui-dynastie
De Nihongi verhaalt dat er in het jaar 607 een gezantschap vertrok naar China onder leiding van Ono no Imoko. Dit wordt eveneens bevestigd door de Kronieken van de Sui. Het officiële doel was het feliciteren van de Chinese keizer Yang Ti met de bloei van het boeddhisme in China. Werkelijk had Shotoku Taishi eigenlijk een vergroting van de eigen kennis en een betere verspreiding van het boeddhisme doorheen Japan voor de ogen. Ondertussen is de openingszin van officiële brief die de gezant meehad beroemd geworden:
"De keizer van het land van de opgaande zon schrijft een brief aan de keizer van het land van de ondergaande zon."
De keizer van China nam aanstoot aan de toon van de brief (Keizerin Suiko had zich namelijk op een gelijk niveau geplaatst met de Chinese keizer), en weigerde de missie te ontvangen. China eiste immers op dat moment in de tijd de erkenning van haar suprematie door haar omringende landen. Ondanks dit alles stuurde China toch het jaar erop een gezantschap terug naar Japan. De leiders van China hadden er wellicht over nagedacht vriendschappelijke relaties met Japan te onderhouden, aangezien ze in een toestand verkeerde van nakende oorlog met het Koreaanse rijk Koguryo (Japans: Kōkuri 高句麗). Het gezantschap werd bij zijn terugkeer in Japan warm ontvangen.
Gezien het streefdoel van Shotoku Taishi, namelijk het onderhouden van diplomatieke relaties van China op voet van gelijkheid, nog niet bereikt was, stuurde hij bijna meteen een tweede gezantschap uit. Het gezantschap werd vergezeld van studenten en priesters, die allen Japanners waren van continentale afkomst. Ze waren dus goed vertrouwd met de Chinese gewoonten en taal. Dit gezelschap werd wel goed ontvangen. De studenten begonnen met een intense studie van het boeddhisme en het rechtssysteem van China. Een deel van deze studenten zouden later het brein worden achter de Taika-hervorming.

### De Koreaanse rijken
De vijandigheden met Silla waren teneinde gekomen in 603, maar een nieuwe toenaderingspoging liet op zich wachten tot 610. Deze kwam van de kant van Silla, gezien ze zich verkeerde in steeds moeilijker wordende betrekkingen tussen de rijken op het Koreaanse schiereiland. Zowel Koguryo als Paekche hadden burchten overgenomen in Silla. Japan was de enige uitweg voor Silla, want China bood voorlopig geen steun (ze waren namelijk zelf een invasie aan het voorbereiden). Het gezantschap van Silla kreeg een veel minder eerbiedige behandeling dan het Chinese. Het is hierbij van belang dat dit hele gebeuren aantoont hoe groot de aanleg van Shotoku Taishi was op het gebied van diplomatieke betrekkingen. Meteen na zijn dood verslechterden namelijk de relaties met Silla opnieuw.
In de Japanse bronnen is er weinig terug te vinden over de relaties met Paekche. Er waren wel enige culturele aspecten die overwaaiden naar Japan. Shotoku Taishi naturaliseerde namelijk een persoon uit Paekche die een expert was in dans en muziek. Op vlak van politiek was er veel minder invloed. Maar aangezien zijn geliefde leermeester Eso afkomstig was van Paekche, had prins Shotoku wel enig respect voor het rijk.
Het rijk Koguryŏ had altijd al goede contacten gehad met Japan, ondanks dat dit rijk het meest noordelijk lag in het Koreaanse schiereiland en dus het verst verwijderd van Japan. De reden hiertoe was dat het rijk in een voortdurend conflict leefde met Silla en Paekche in het zuiden en China in het noorden. In 610 stuurde het een gezantschap naar Japan. De monniken die meekwamen hadden een uitgebreide kennis in de Vijf Klassieke Werken, het maken van papier en de kunst van het schilderen. Het eerste was belangrijk voor de bevordering van het confucianistische gedachtegoed. De kenners van de schilderkunst waren een belangrijke factor in de opkomst van de boeddhistische schilderkunst in Japan, wat op zijn beurt een belangrijke rol speelde in de politiek van Shotoku Taishi. In 618 volgde een diplomatiek gezantschap naar Japan.

## De eerste Japanse geschiedschrijving
Vanaf 610 lijken de ambities van Shotoku Taishi op het vlak van politieke hervormingen vervuld te zijn. Hij zou zich vanaf dan vooral gaan toeleggen op religieuze ondernemingen. Daarbuiten stelt prins Shotoku nog één belangrijke daad: het opstellen van een Japanse nationale geschiedenis. Het werk ging van start in 620. De geschiedschrijving bestond uit twee grote delen:
- De Geschiedenis van de Keizers

Hierbij baseerde Shotoku Taishi zich op Chinees voorbeeld, namelijk de historische kronieken die de afkomst en grote verdiensten van de keizer weergaven. Het was ook hier dat prins Shotoku de titel 'hemelse soeverein' (tennō) bedacht als benoeming van de keizer.
- De Geschiedenis van het Land

In dit werk werden de werking van het nieuwe staatsapparaat, de diplomatieke betrekkingen met het buitenland en dergelijke opgenomen.

## Shotoku Taishi en het boeddhisme
De eerste daad van de Suiko-administratie was het uitbrengen van een keizerlijk edict in 594. Dit edict kondigde een nationale aanvaarding van het boeddhisme af. Shotoku Taishi en Soga no Umako kregen de opdracht om de Drie Juwelen (Sanbō of Sanpō) van het boeddhisme te verspreiden. Prins Shotoku kreeg persoonlijk onderwijs in het boeddhisme van de monniken Eji van Koguryo en Eso van Paekche.
De Nihongi vermeld ook een reis die Shotoku Taishi zou hebben gemaakt naar de warmwaterbron Dogo in de provincie Iyo. Eenmaal daar zou het reisgezelschap een kleine herdenkingssteen hebben opgericht. In de inscriptie gebruikten ze de titel Nori no Kimi no O-kimi (Grote Koning van de Boeddhistische Wet) om Shotoku Taishi aan te duiden. Deze lovende benoeming zou pas na de dood van prins Shotoku regelmatig gebruikt worden, gezien zijn inbreng in het verspreiden van de boeddhistische leer.
In 606 hield Shotoku Taishi een tweetal lezingen over boeddhistische sutra voor de keizerin. De eerste lezing werd gekozen door de keizerin zelf. Het werd een lezing over de Shoman-gyo, de boeddhistische leer over de vrouw. De tweede lezing, die op initiatief van Shotoku Taishi zelf werd gehouden, handelde over de Hokke-kyo, die over het algemeen als de meest bekende, meest gehanteerde boeddhistische sutra, althans in Japan, wordt beschouwd.

### De Sangyo Gisho
De Sangyo Gisho is een bespreking van drie boeddhistische sutra. De Shomangyo-sho (Bespreking van de Shomangyo) werd geschreven van 8 april 609 tot 25 januari 611. Ze bestaat uit één volume. De tweede bespreking heet de Yuimagyo-sho (Bespreking van de Yuimagyo) en is driedelig. Shotoku Taishi werkte eraan van 15 januari 612 tot 15 september 613. Aan de derde, de Hokkekyo-sho (Bespreking van de Hokkekyo) werd gewerkt van 8 januari 614 tot 23 april 615. Ze bestaat uit vier volumes, maar wordt beschouwd als een onvoltooid werk.
Shotoku Taishi steunde op Chinese werken, maar gaf ook eigen opinies en interpretaties. Hoewel hij waarschijnlijk oor gaf aan adviezen van monniken van continentale afkomst, hield zijn eigen visie op het boeddhisme de bovenhand.
Het originele manuscript van de Hokkekyo is tot vandaag bewaard gebleven, maar wat er met de andere twee gebeurde is onduidelijk. De Teisetsu en de Hoketsuki beweren dat Eji ze terug meenam naar Koryo.
- Shomangyo-sho (bespreking van de Shomangyo)

De Shomangyo (Sanskriet: Srîmâlâ-devî-simbanâda) vertelt de geschiedenis van Shoman (Sanskriet: srîmâlâ), de koningin van Ayodhyâ. Deze koningin had een aantal eden afgelegd waarin ze beloofde haar leven te wijden aan Boeddha. Deze belofte werd geformuleerd in een tiental 'verplichtingen' (Jū-daiji) en een drietal grote verlangens (san-daigan). De spirituele basis van de administratie van Shotoku Taishi was op dit ideaalbeeld gebaseerd. In prins Shotoku's Grondwet in zeventien artikelen komt het principe uit de Shomangyo van overreding in plaats van onderdrukking tot uiting.
- Yuimagyo-sho 維摩経書 (Bespreking van de Yuimagyo)

De Yuimagyo (Sanskriet: Vimalakîrti-nirdésa) handelt over de wijze leek Yuima (Sanskriet: Vimalakîrtî). Deze sutra vormt de rechtstreekse inspiratiebron voor Shotoku Taishi's denkwijze over de concepten staat en gezag: een ware heerser moet zich boven de verschillende verlangens en interesses van de mensen verheffen, maar toch om deze mensen geven, door een allesomvattende spirituele eenheid te creëren tussen de mensen. In zijn bespreking maakt Shotoku ook een analyse van de werking van de boeddha-natuur. Vervolgens beschrijft hij hoe het spirituele leiderschap van de heerser zijn onderdanen aanzet tot een spiritueel leven. Het was prins Shotoku's wens om als een spirituele leider over de staat te regeren. Hij zag zichzelf als een boddhisatva, die zou regeren voor het volk, niet over het volk.
- Hokkekyo-sho (bespreking van de Hokkekyo)

In de Hokkekyo (Lotus sutra; Sanskriet: saddharma-pundarîka) staan drie punten centraal: de kosmische betekenis van de boeddhistische wet, het metafysische aspect van de persoon Boeddha en de volledige realisatie van bodhi in alle levende wezens. In de eerste woorden van deze bespreking geeft Shotoku Taishi zijn visie op het concept Boeddha en op de methode waarmee hij alle levende wezens aanzet tot de perfectie van de boeddha-natuur. Deze sutra vormde de kern van de idealen van Shotoku Taishi. De andere twee hielpen bij de praktische toepassing ervan.

### Tempels
Het staat vast dat Shotoku Taishi in zijn religieuze ijver verscheidene tempels liet bouwen. Daarnaast zijn er nog in zijn meer tempels opgericht. Hieronder volgt een korte lijst van de zeven tempels die door de Teisetsu bevestigd worden:
- Shitennoji

De door Shotoku Taishi gesponsorde bouw van de Shitennoji (Tempel van de Vier Hemelse Koningen) ging van start in 587 te Tamatsukuri (in het huidige Osaka). Toen prins Shotoku de leeftijd van 20 jaar had, werd de tempel verhuisd naar Arahaka (ook in het huidige Osaka). De baai van Osaka vormde in die dagen zowel het economisch, cultureel als het politieke centrum van Japan. Dit was van belang voor zeeverkeer, wat ook continentale invloed met zich meebracht. Daarnaast vertrokken ook nog alle gezantschappen naar het buitenland vanuit de baai van Osaka. In het huidige complex is nog maar een van de vier originele complexen bewaard gebleven.
- Horyuji

De volledige naam van deze tempel is de Horyu Gakumonji. De tempel werd vervolledigd in 607 en droeg toen nog de naam Ikaruga-dera, gezien ze ligt in Ikaruga, in Nara. De oorspronkelijk afmetingen waren erg klein, vergeleken met wat de tempel nu is. Ze werd gebouwd op bevel van Shotoku Taishi. In 670 werd de tempel echter verwoest door een brand. De nieuwe Horyuji werd vervolledigd in 711. De stijl van deze Horyuji was uniek voor Japan en dus voor de eerste maal geen kopie van de continentale architectuur. Binnenin ligt de Pagode met Vijf Verdiepingen (Gojū no to), een van de oudste houten gebouwen in de wereld. Een ander bewaard gebouw dat veel faam heeft kunnen verzamelen is de Gouden Hal (Kondō). Tot vandaag blijft de Horyu-ji de meest gevierde tempel van Japan. Na de Tweede Wereldoorlog werd de Horyuji de hoofdtempel van de Shotoku cultus.
- Chuguji

De Fusō Choki beweert dat Shotoku Taishi deze tempel liet bouwen ter ere van zijn overleden vrouw, Uji no Kaitako. De tempel ligt in Ikaruga, Nara, vlak bij de Toin, het oostelijke complex van de Horyuji.
- Tachibana-dera

Deze tempel werd gebouwd in Asuka, Nara, op wat geacht wordt de geboorteplaats geweest te zijn van Shotoku Taishi. Waarschijnlijk liet Shotoku hier een tempel bouwen ter nagedachtenis van het feit dat hij op die plek de Shomangyo-sho geschreven had. Dit beweert althans de Kokon Mokuroku Sho. Buiten een beeld van prins Shotoku, staat er nog de bekende Nimenseki (Steen met Twee Gezichten), een steen waarin twee menselijke gezichten gekerfd zijn die goed en kwaad voorstellen.
- Hachioka-dera

Ondertussen staat deze tempel beter bekend als de Koryu-ji. Ze is de oudste tempel in Yamashiro (het huidige zuiden van Kyoto). Over het ontstaan van deze tempel bestaan twee verschillende verhalen. De Nihongi beweert dat Shotoku Taishi ze liet bouwen in 603. Ter ere van zijn dood zou dan het Silla-rijk in 622 de tempel een gouden Boeddhabeeld hebben geschonken. Een andere bron, de Choya Gunsai plaatst echter een andere gebeurtenis omtrent deze tempel in het jaar 622: de eigenlijk bouw van de tempel zelf. Zo zou de tempel opgericht zijn geweest door Hata no Kawakatsu ter ere van Shotoku Taishi.
- Chigoji

Nu wordt deze tempel de Hokki-ji genoemd. Shotoku Taishi had in zijn testament laten weten dat hij wenste dat na zijn dood zijn oudste zoon Yamashiro no Oe het Paleis van Okamoto (Kohon-gū) zou ombouwen tot een boeddhistische tempel. Hiervoor had prins Shotoku zelfs land gedoneerd. De reden hiertoe zou zijn dat prins Shotoku zijn lezing van de Hokke-kyo wilde laten herinneren door een tempel.
- Kazuraki-dera

Over deze tempel is even weinig bekend als er van over is gebleven. Vandaag zijn enkel nog de ruïnes te bewonderen in Sakurai. De Nihongi vertelt dat Shotoku Taishi deze tempel zou geschonken hebben aan Kazuraki, de persoon die hem had vergezeld op zijn reis naar de warmwaterbron te Iyo.

## De dood van Shotoku Taishi
Algemeen wordt aanvaard dat de dood van Shotoku Taishi gedateerd mag worden op 22 februari 622. De Japanse bronnen Teisetsu en Hoketsuki, eveneens een inscriptie in de Horyuji, bevestigen dit. Alleen de Nihongi spreekt tegen. Deze laatste plaatst prins Shotoku's datum van overlijden op 5 februari 621. Gezien de vrouw van prins Shotoku, Uji no Kaitako gestorven was in december 621, en de verzorgster van de prins een dag voor hem stierf, was er waarschijnlijk sprake van een besmettelijke ziekte. De Nihongi schrijft dat de plaats van overlijden het Paleis van Ikaruga was.
Shotoku Taishi werd begraven in een mausoleum dat in Shinaga werd opgetrokken. Volgens de Engishiki zou het graf maar middelmatige afmetingen gehad hebben. Naar de gewoonte van die periode in de tijd, werd de prinses in hetzelfde graf begraven.
De Nihongi geeft een uitgebreide beschrijving van hoe het hele volk treurde om de dood van prins Shotoku. Het hoofdbeeld van verering van de Horyuji heeft een inscriptie die vermeldt dat het beeld er staat ter nagedachtenis van Shotoku Taishi. De Teisetsu geeft een drietal gedichten weer die de dood van prins Shotoku betreuren. Een ervan staat hier weergeven, met eronder een vertaling in het Nederlands:
Na zijn dood ontstond er een verering van Shotoku Taishi die in Japan de naam Taishi Shinko kreeg. De eerste voorbeelden ervan worden al in de Nihongi teruggevonden. In de Kamakura-periode komt deze cultus echt tot bloei, met als centrum de Horyuji. Het aantal kunstwerken die een afbeelding gaven van Shotoku Taishi, steeg gevoelig tijdens de Kamakura-periode. Tijdens de Muromachi-periode vond deze verering zijn weg van de aristocratie naar het gewone volk.

## Trivia
Er zijn verscheidene bankbiljetten geweest in Japan waarop een afbeelding van Shotoku Taishi gedrukt stond. Prins Shotoku heeft, afhankelijk van de tijd, gestaan op de biljetten van 10.000 yen, 5.000 yen, 1.000 yen en 100 yen.
In Japan bestaan er verscheidene tv-reeksen en verfilmingen over Shotoku Taishi, of met betrekking tot hem. De bekendste is de tv-film getiteld "Shotoku Taishi" van NHK.